# Renée Jeanne Falconetti

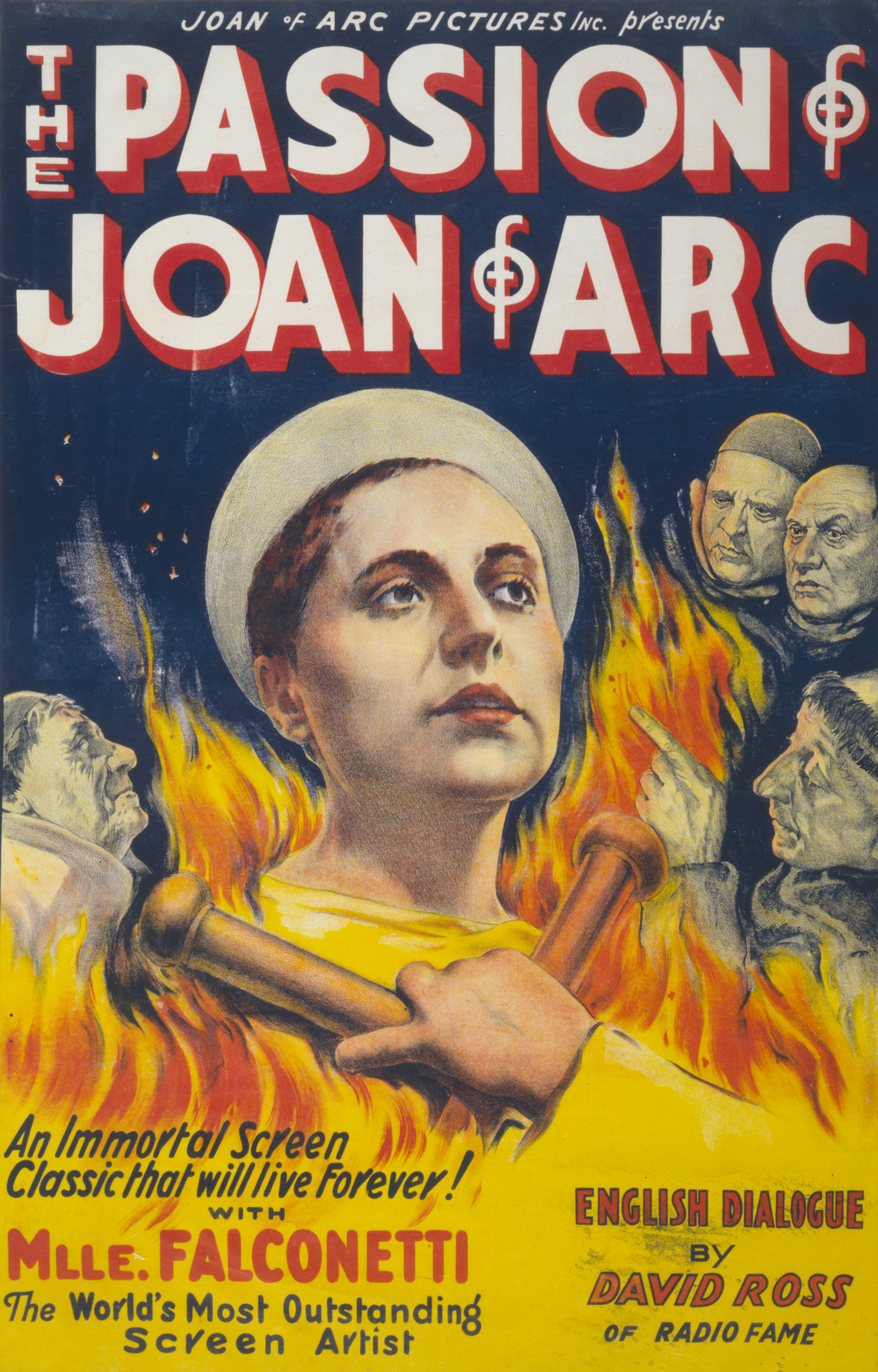
Cartaz do filme a A Paixão de Joana d'Arc.

Renée Jeanne Falconetti (21 de julho de 1892 - 12 de dezembro de 1946), às vezes creditada como Maria Falconetti, Marie Falconetti, Renée Maria Falconetti, ou, simplesmente, Falconetti foi uma atriz francesa de teatro e cinema, notável por seu papel como Joana d'Arc no filme mudo de 1928 de Carl Theodor Dreyer, A Paixão de Joana d'Arc.